# 丹那美拉
丹那美拉（英語：Tanah Merah，泰米爾語：தானாமேரா），是位於新加坡東區東南沿海的一個地理區域。 雖然它的邊界並不明確，但普遍認為這個詞是指今天的勿洛、淡濱尼、樟宜和樟宜灣的南部海岸。

## 歷史
20世紀70年代初開始填海造地工程時，大部分沿海山丘被夷為平地並傾倒在海中，形成了現在的 東海岸。東海岸公園大道幾乎完全建在填海土地上。 丹那美拉克基爾懸崖的位置就是淡馬錫小學現在所在的位置。 人們仍然可以看到山丘突然終止的地方，一端是勿洛南3大道和上東海岸路的交界處，另一端是新上樟宜路。
“Tanah Merah Besar”是一個巨大的海岸懸崖，大約位於 樟宜機場 3 號航站樓 的南端。 它的底部暴露在巨大的潮汐中，當海浪拍打它的岩石底部時產生了“雷鳴般的轟鳴聲”，聲音在空洞和洞穴中迴盪。 據報導，隆隆聲大到附近村莊都能聽到，尤其是在季風季節。 因此那個村莊的名字，甘榜亞逸格慕魯，或雷鳴水鄉。現在，唯一提到這個村莊的是一條排水渠，有時被稱為亞逸格慕運河，它曾經被叫做“雙溪亞逸怒吼”，沿著樟宜機場西圍欄延伸，在樟宜監獄後面。
丹那美拉勿剎路 48A 號是大衛·馬歇爾的家。他是當時馬來聯合會的大律師，是窮人和面臨處決的被告的捍衛者。馬歇爾成為新加坡脫離馬來聯邦的英國殖民統治後的第一任首席部長。

## 交通

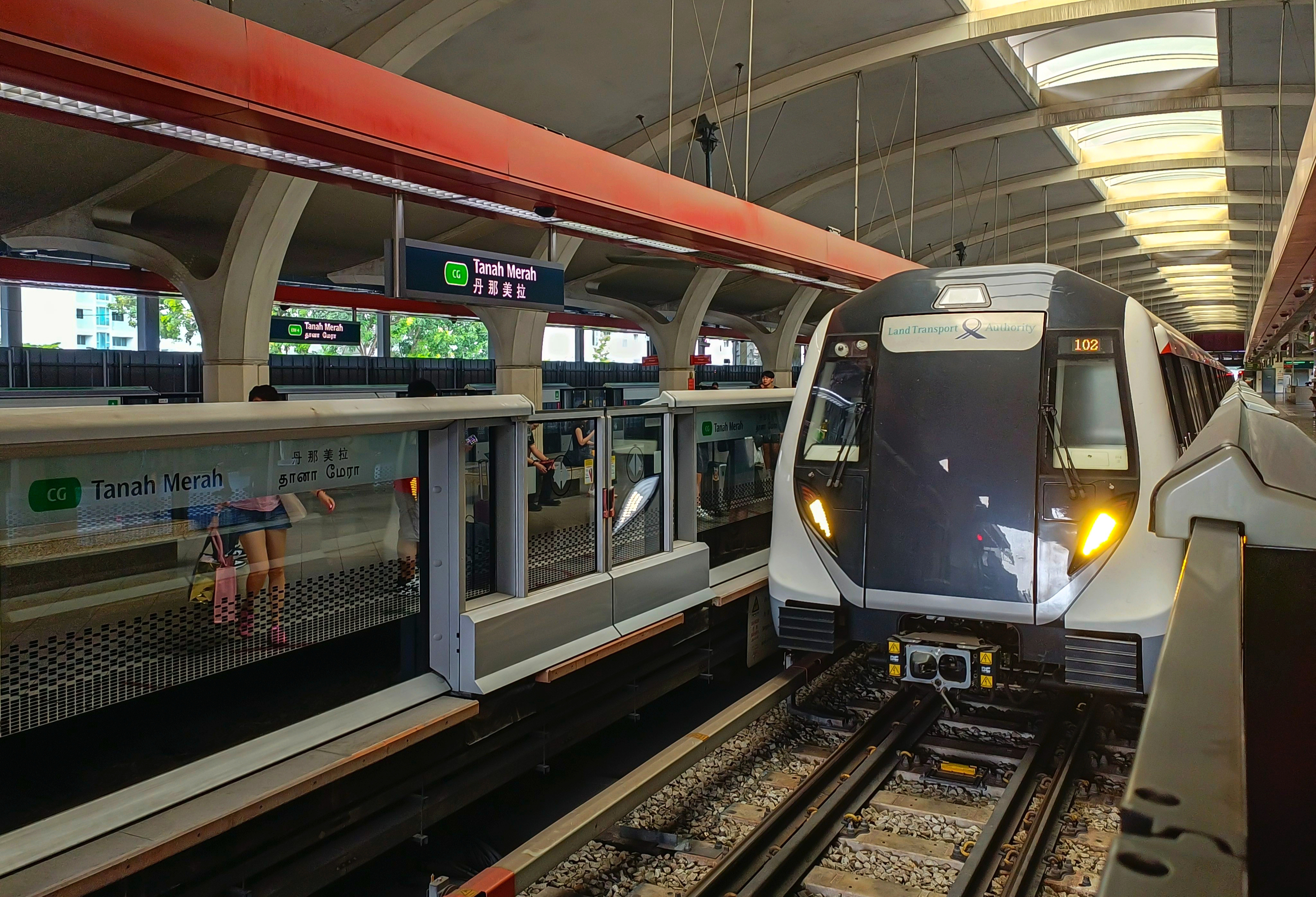
從丹那美拉地鐵站

丹那美拉的郊區有許多進出該地區的可用交通路線，因此其可達性無需擔心。貫穿丹那美拉住宅區的新上樟宜路提供多種巴士服務，其中一些巴士服務距離很遠。
丹那美拉地鐵站 位於新上樟宜路中間上方，是一個火車站，也是希望乘火車前往 新加坡博物館、樟宜商業園和新加坡樟宜機場的乘客的換乘站。 鄰近的車站有博覽地鐵站、勿洛地鐵站和四美地鐵站。
丹那美拉地鐵站旁邊的巴士站是通常的巴士上下客點，可將乘客帶到附近的地方，如國民服務度假村及鄉村俱樂部和樟宜海軍基地。
在海上，它也是丹那美拉渡輪碼頭的所在地，定期服務於印度尼西亞廖內群島，以及 馬來西亞 的塞巴納灣和噁心角來往的航班。

## 娛樂
作為四個休閒俱樂部的所在地，丹那美拉提供廣泛的休閒選擇，如高爾夫、網球、保齡球、游泳和水上運動等活動。
- 丹那美拉鄉村俱樂部 會員費是全國最貴的俱樂部之一。 這是因為其眾多的便利設施，包括高爾夫球場、游泳池、健身房、累積獎金室、網球場、壁球場和籃球場，以及舞蹈等各種興趣的課程和課程。
- 國民服役度假村和鄉村俱樂部 (NSRCC) 是全職國民服役人員的休閒場所，毗鄰丹那美拉郊區的東海岸海灘。
- 拉古納國家高爾夫鄉村俱樂部 除了作為高爾夫俱樂部外，還提供水療服務和其他休閒活動，例如網球。
- 新加坡武裝部隊遊艇俱樂部 (SAFYC) 由一群航海愛好者於1967年創立，專門從事海上運動和活動。 它提供水上運動課程和一系列其他設施，用於 MICE 和私人活動。

丹那美拉的居民也喜歡使用勿洛公園快線——這是一條連接勿洛蓄水池和東海岸公園的路線。 它跨越幾公里長，沿著運河/水道運行。居民經常使用連接器進行日常散步或跑步。有些人還用它來滑旱冰或騎自行車，而有些人甚至釣魚，儘管嚴格來說這並不合法。
丹那美拉有許多餐飲選擇。 這包括位於東村的餐廳、勿洛市場的小販中心和巴里布榮路沿線店屋的餐廳。